# Осово-1
Осово-1 — деревня в Шумячском районе Смоленской области России. Входит в состав Понятовского сельского поселения. Население — 25 жителей (2007 год). 
Расположена в юго-западной части области в 8 км к юго-западу от Шумячей, в 2 км южнее автодороги А101 Москва — Варшава («Старая Польская» или «Варшавка»), на берегу реки Михалевка. В 7 км северо-восточнее деревни расположена железнодорожная станция Понятовка на линии Рославль — Кричев. 

## История
В годы Великой Отечественной войны деревня была оккупирована гитлеровскими войсками в августе 1941 года, освобождена в сентябре 1943 года.